# Crouseilles

Crouseilles es un municipio francés que forma una de las 269 comunas de Pau dentro de la comunidad Pirenaica de la Aquitania. Crouseilles pertenece a la diócesis de Bayona.

## Geografía
Se halla a 35 kilómetros de la prefectura de Pau a una altitud de 220 m s. n. m. y con una población según datos del 2006 de 186 habitantes.
Para acceder al municipio se puede hacer a través de la carretera número 139 y la 292.
Los lugares limítrofes son: las comunas de Arrosès en el noroeste, de Madiran al este, Aurions-Idernes al oeste, Bétracq al sudeste, Séméacq-Blachon al sudoeste y Lasserre al sur.

## Cultura
Las fiestas locales son en verano, donde se celebran conciertos, proyecciones de películas, y un sinfín de actividades, en el Castillo de Crouseilles.
Además se llevan a cabo en el jardín del castillo juegos, comidas tradicionales, y la fiesta de la vendimia, principal reclamo turístico del municipio.

### Edificios
En cuanto a su patrimonio religioso destaca la iglesia de Saint-Jean-Baptiste, que es una antigua iglesia románica del siglo XII, reconstruida en el siglo XVIII. 
Crouseilles cuenta con un castillo del siglo XI. La mayoría de sus escasos edificios datan de los siglos XVII al XVIII.